# Fútbol Club Barcelona Atlètic
El Fútbol Club Barcelona Atlètic, abreviado como Barça Atlètic, es el equipo filial del Fútbol Club Barcelona. Fue fundado en 1970, tras la fusión del Club Deportivo Condal y el Atlético Cataluña Club de Fútbol, bajo la denominación de Club de Fútbol Barcelona Atlético, si bien previo a su constitución otros clubes realizaban esa función de filialidad. En ocasiones también es citado por su antiguo apelativo vigente hasta 2022, Fútbol Club Barcelona «B», debido al carácter de «segundo equipo» de la entidad, y denominación habitual en los equipos filiales de España.
Milita desde 2025 en la Segunda Federación, cuarta categoría del fútbol español tras su descenso en la 2024/25. A diferencia de otras Ligas europeas y mundiales de fútbol, en España la regulación y normativas que afecta a los equipos filiales permiten que estos puedan actuar como clubes profesionales a todos los efectos —pudiendo competir en el mismo sistema de Liga que el resto de equipos—, en vez de jugar una Liga separada de equipos filiales. El Barça Atlètic no puede ascender a una categoría superior o igual del fútbol español a la del primer equipo, siendo esta la Primera División.
Por la disciplina del filial han pasado algunos de los más destacados jugadores que han llegado al primer equipo procedentes de la cantera barcelonista: Lobo Carrasco, Ramón Calderé, Tente Sánchez, Guillermo Amor, Albert Ferrer, Pep Guardiola, Sergi Barjuan, Andrés Iniesta, Carles Puyol, Víctor Valdés, Xavi Hernández o Lionel Messi, así como futbolistas que han desarrollado el grueso de su carrera en otros equipos importantes como Nayim, Luis García, Iván de la Peña, Sergio García, Pepe Reina o Thiago Alcântara. Cabe resaltar también a Thomas Christiansen y Munir El Haddadi, que si bien no tuvieron protagonismo en el primer equipo, son los únicos que fueron internacionales absolutos con la selección española siendo parte de la plantilla del filial.

## Historia

### Orígenes y antecedentes
Tras la Guerra Civil el F. C. Barcelona firmó un convenio de filiación con el equipo de la empresa textil La España Industrial, ubicada en el barrio barcelonés de Hostafrancs. Gracias a este acuerdo el equipo fabril pasó a nutrirse de los jugadores que no tenían cabida en la primera plantilla barcelonista, esencialmente sus jóvenes promesas. En 1956 la Sección Deportiva La España Industrial logró el ascenso a Primera División, cambiando su nombre a Club Deportivo Condal e interrumpiendo su filiación con el F. C. Barcelona. Tras un único año en la máxima categoría, el CD Condal retomó su filiación con el F. C. Barcelona, jugando durante 10 años a caballo entre Segunda y Tercera División. En 1968, debido a la crisis de la industria textil, La España Industrial renunció a mantener el equipo de fútbol, que quedó plenamente bajo control del F. C. Barcelona. A partir de la temporada 1968/69 el Condal cambió su tradicional uniforme blanquiazul por las rayas azulgrana, y pasó a lucir un nuevo escudo con los símbolos del F. C. Barcelona.
Paralelamente, en 1965 el F. C. Barcelona asumió el control otro club de origen fabril, el Club Deportivo Fabra y Coats. Este equipo había sido fundado en 1922, inicialmente como Club Deportivo Hiladuras, por trabajadores de la fábrica textil Fabra y Coats, del barrio de San Andrés de Barcelona. Tras quedar desvinculado de la fábrica, se convirtió en filial barcelonista bajo el nombre de Atlético Cataluña Club de Fútbol, cambiando sus históricos colores blanco y negro por el azul y grana y pasando a lucir un nuevo escudo con los símbolos del F. C. Barcelona.
Durante tres temporadas el CD Condal y el Atlético Cataluña CF compitieron de forma fratricida en Tercera División, sin lograr ninguno el ascenso a Segunda. Con el objetivo de reducir costes y aunar fuerzas en un equipo más competitivo, en julio de 1970 la junta directiva del F. C. Barcelona presidida por Agustí Montal Costa, a instancias del técnico del primer equipo Vic Buckingham, acordó la fusión del Condal y del Atlético Cataluña en un único filial. Este nuevo club, inicialmente denominado C. F. Barcelona Atlético, mantuvo los colores azulgrana en el uniforme y adoptó el escudo que lucía el CD Condal, adoptado a su vez del F. C. Barcelona. Originalmente el Barcelona Atlético tenía personalidad jurídica propia, por lo que contaba con socios propios y tenía su propio presidente, cargo que desempeñó inicialmente Pere Viladomiu, directivo de la junta de Montal. Joaquín Labuena, expresidente del Condal y fundador de la SD España Industrial, asumió la vicepresidencia.

### Años 1960-70
El Barcelona Atlético inició su andadura en Tercera División, bajo las órdenes de Josep Seguer. Aunque el objetivo de la fusión era lograr un equipo más potente, solo dos años después de su creación el filial descendió de categoría. Se inició entonces una nueva etapa, con Luis Aloy en el banquillo, quien consiguió dos ascensos consecutivos, llevando el equipo a debutar en Segunda División. La temporada 1975/76 el filial logró finalizar sexto, puesto que durante mucho tiempo fue su techo histórico. En la plantilla figuraban los jugadores Antonio Olmo, Tente Sánchez y Paco Martínez, que posteriormente ganarían varios títulos nacionales e internacionales con el primer equipo; los dos primeros, además, fueron mundialistas con la selección española. Esa temporada también jugaron en el filial Pepe Moré y Rusky, que posteriormente tuvieron una larga carrera en Primera División con el Real Valladolid.
El Barcelona Atlético perdió la categoría después de tres temporadas, bajando a la recién creada Segunda División B.

### Años 1980-90
En los años 1980 el Barcelona Atlètic se consolidó en Segunda División, encadenando siete temporadas consecutivas en esta categoría (1982-1989), su récord hasta la fecha. Sin embargo, pocos jugadores que pasaron por el filial en esta época lograron asentarse en el primer equipo, destacando los casos de Rojo, Clos y Calderé, todos ellos internacionales absolutos por España, así como Pedraza, el primer residente de la Masía que llegó al primer equipo.
Debido a la Ley del Deporte 10/1990, la Real Federación Española de Fútbol obligó a todos los filiales a integrarse en su club matriz, adoptando su mismo nombre y señas de identidad, quedando asimismo excluidos de participar en la Copa del Rey. En esta línea, el filial barcelonista quedó asimilado como un equipo dependiente y en 1991 fue renombrado F. C. Barcelona "B".
Durante los años 1990, el filial azulgrana, dirigido por Quique Costas, jugó en Segunda División, hasta que descendió en 1997 con Juande Ramos en el banquillo.

### Años 2000-10
Quique Costas regresó al Barça "B" en 2005, pero su tercera etapa en el club no fue exitosa, ya que el equipo acabó descendiendo a Tercera División en la temporada 2006/07.
En la temporada 2007-08, Pep Guardiola debutó como técnico con el Barcelona B, logrando ser campeón de Tercera División para ascender a Segunda División "B". De aquel equipo destacan futbolistas como Sergio Busquets, Pedro, Jeffren Suárez, Alberto Botía, Víctor Sánchez o Chico.
En julio de 2008 recuperó el nombre de F. C. Barcelona Atlètic con Joan Laporta como Presidente del club.

### Años 2010-presente
En julio de 2010, tras el ascenso a Segunda División, cambió de nuevo su denominación a F. C. Barcelona "B" con Sandro Rosell como presidente.
El 20 de junio de 2010, el Barcelona "B" de Luis Enrique consigue el ascenso a Segunda División 11 años después tras superar al U.E. Sant Andreu por un global de 1-0.
En la temporada 2010-11, el filial barcelonista completa su mejor campaña de la historia, acabando en tercera posición en Segunda División. El equipo, dirigido nuevamente por Luis Enrique, fue el equipo más goleador (junto con el Real Betis Balompié) y tuvo en sus filas al Pichichi, Jonathan Soriano.
Para la temporada 2011-12, se producen varios cambios en el equipo, empezando por el técnico: Eusebio Sacristán sustituye a un Luis Enrique que fichó por la A.S. Roma, mientras que varios futbolistas clave como Nolito, Thiago Alcántara, Andreu Fontàs o Edu Oriol pasan al primer equipo o abandonan el club. Eso afectó al equipo, que finaliza la temporada 2011-12 en 8.ª posición, aunque muy lejos del descenso.
Estos altibajos se repitieron en la temporada 2012-13, en la que el equipo terminó como 9.º clasificado después de que hombres como Marc Bartra o Martín Montoya subieran al primer equipo.
La temporada 2013-14 se presentaba como todo un reto para el filial, ya que tendría que sobreponerse a las bajas de futbolistas clave como Gerard Deulofeu, Sergi Roberto o Rafinha, reclamados para la primera plantilla o cedidos a otros equipos. En un comienzo, la joven escuadra empezaba de manera esperanzadora con buenas actuaciones, pero esto no duró mucho ya que se vieron envueltos en una mala racha de 8 derrotas en 10 encuentros llevándolos a los puestos de descenso en la primera vuelta. Pese a las adversidades, los jugadores demostraron su calidad y gracias a una gran recta final de campeonato, el filial igualó su mejor clasificación logrando un meritorio 3.er puesto con 66 puntos. Destacaron jugadores como Denis Suárez, Javier Espinosa, Edu Bedia o Planas.
Sin embargo, en la temporada 2014-15, el filial azulgrana fue de más a menos y terminó en puestos de descenso en la segunda vuelta. Jordi Vinyals relevó a Eusebio Sacristán, pero eso no sirvió para evitar el descenso a la categoría de bronce. Tras este fracaso, el club optó por rescindir el contrato de Jordi Vinyals y Gerard López fue nombrado nuevo técnico.
En 2017 el filial realizó la goleada más abultada de la historia de la 2.ªB, superando por 12-0 al Club Deportivo Eldense en un partido con sospechas de amaño por apuestas ilegales por parte del equipo visitante.

### Descenso a Segunda División B
Luego del despido del técnico Gerard López por una pésima temporada, se hizo cargo un hombre de la casa, García Pimienta esto con el fin de salvar del descenso al filial blaugrana. A pesar de obtener dos victorias consecutivas contra el Sporting de Gijón y el Cádiz, el día 27 de mayo consuma el descenso a Segunda División B al empatar 0-0 contra el Albacete y a falta de una jornada.
En junio de 2022 recuperó el nombre de F. C. Barcelona Atlètic, durante el segundo mandato de Joan Laporta como Presidente del club.

## Estadio

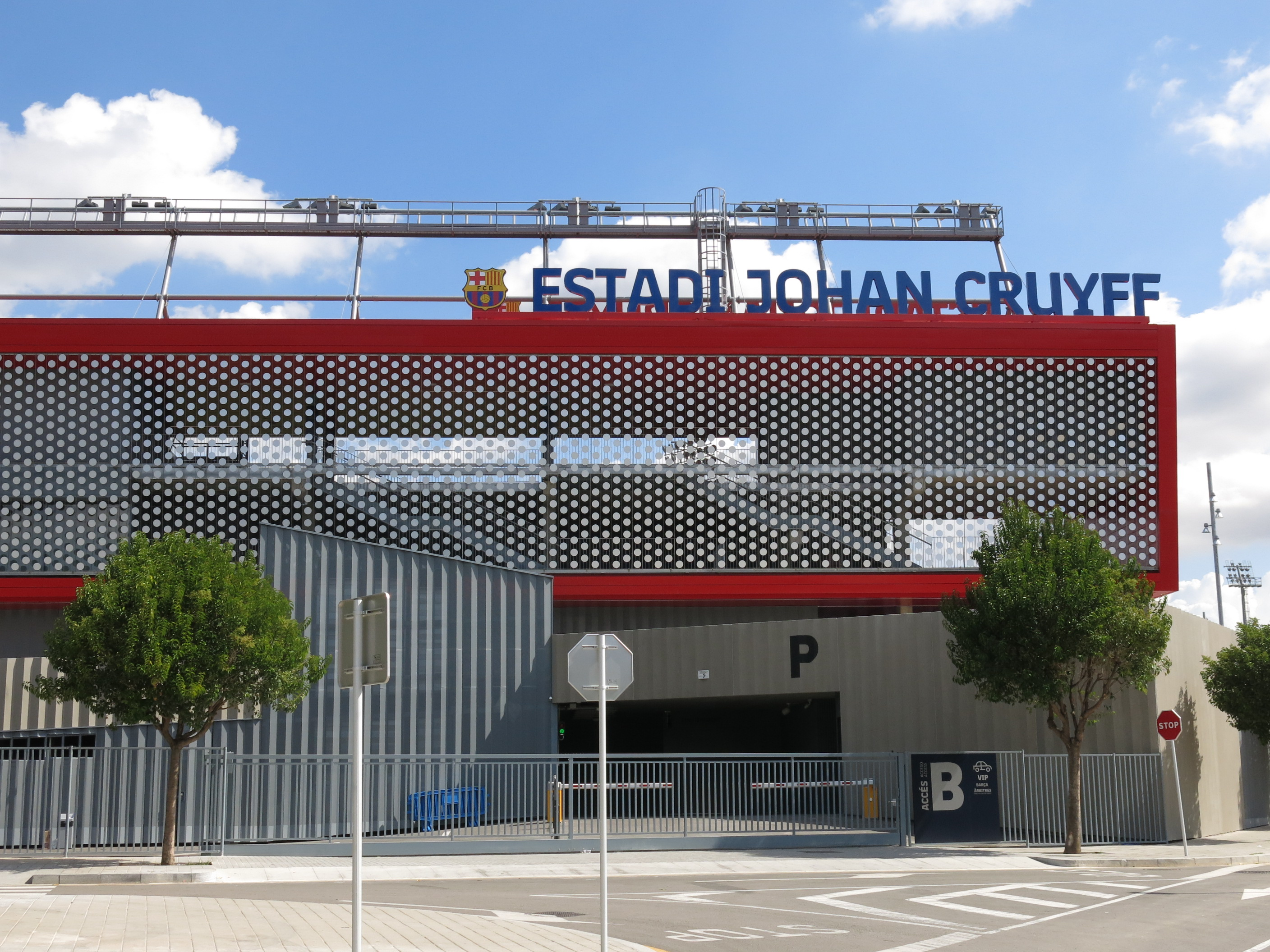
Estadio Johan Cruyff

Desde la temporada 2019-20 el filial juega en el Estadio Johan Cruyff de la Ciudad Deportiva Joan Gamper. El estadio tiene una capacidad de 6000 espectadores y unas dimensiones de 105 x 68 m.

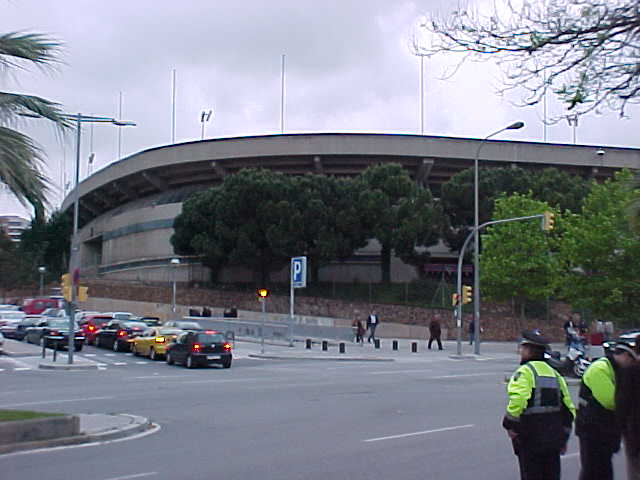
Exterior del Mini Estadi.

El anterior estadio del F. C. Barcelona Atlètic era el Mini Estadi y estaba situado en la Av. Arístides Maillol s/n del barrio de Les Corts de Barcelona, Cataluña. Fue inaugurado el 23 de septiembre de 1982, coincidiendo con la vigilia de las fiestas de la Merced, patrona de la ciudad de Barcelona. Tiene una capacidad para 15 276 espectadores. El estadio fue diseñado por el arquitecto Josep Casals y el aparejador Ramón Domènech y se construyó en tan solo 9 meses. Las dimensiones del terreno de juego eran de 103 metros de largo por 65 metros de ancho. Junto al "Mini", nombre con el que se le popularmente, había dos campos de entrenamiento, los campos 3 y 4, de césped artificial.
Anteriormente, desde la fundación del club en el 12 de junio de 1970, el filial disputaba sus partidos como local en el Camp de la Fabra i Coats, situado entre el Paseo de Fabra i Puig y la fábrica de Automóviles Hispano-Suiza del barrio de San Andrés de Palomar de Barcelona, donde hoy en día se encuentran las instalaciones del Club Natació Sant Andreu. El terreno de juego tenía unas dimensiones de 93 x 50 metros y un aforo para 4700 espectadores (800 sentados y 3. 900 de pie).

## Datos

### Estadísticas en la Liga española
- Temporadas en 2.ª: 23
- Temporadas en 1.ª Federación: 2
- Temporadas en 2.ª B: 21
- Temporadas en 3.ª: 4
- Temporadas en Regional: 1
- Mejor clasificación histórica en la Liga: 3.º en Segunda División de España (2010/11 y 2013/14)

#### Récords y estadísticas en Segunda División de España
- Debut en la Segunda División: 1974/75
- Mejor clasificación en Segunda División: 3.º (2 veces: 2010/11 y 2013/14)
- Peor clasificación en Segunda División: 22.º (2014/15)
- Mayor número de goles marcados en una temporada: 85 goles en 42 partidos (Temporada 2010/11).
- Menor número de goles marcados en una temporada: 36 goles en 38 partidos (Temporada 1984/85).
- Mayor número de goles encajados en una temporada: 83 goles en 42 partidos (Temporada 2014/15).
- Menor número de goles encajados en una temporada: 40 goles en 38 partidos (Temporada 1982/83).
- Récords de resultados:[37]
  - Mayor goleada en casa en 2.ª División: F. C. Barcelona “B” 8 – Villarreal C.F. 1 (Temporada 1992/93) y F. C. Barcelona “B” 7 – CD Ourense 0 (Temporada 1994/95).
  - Mayor goleada fuera de casa en 2.ª División: Xerez CD 0 – F. C. Barcelona “B” 6 (Temporada 2011/12).
  - Mayor goleada encajada en casa en 2.ª División: Barcelona Atlético Club 1 – CD Málaga 6 (Temporada 1975/76).
  - Mayor goleada encajada fuera de casa en 2.ª División: Racing de Santander 7 – Barcelona Atlètic 0 (Temporada 1988/89) y Real Valladolid 7– F. C. Barcelona “B” 0 (Temporada 2014/15).
- Récords de jugadores:
  - Máximo goleador histórico en 2.ª División: Jonathan Soriano. 37 goles en 47 partidos.[38]
  - Más partidos disputados en la historia en 2a División: Albert Albesa. 141 partidos.[39]
  - Jugador que ha ganado el Trofeo Pichichi de 2a División: Jonathan Soriano (Temporada 2010/11). 32 goles en 37 partidos.[40]
  - Jugador más joven de la historia en debutar en partido de 2a División: Alejandro Grimaldo (Temporada 2011/12). 15 años y 349 días.[41]

### Estadísticas en Copa del Generalísimo/Copa del Rey
- Participaciones: 17
- Mejor clasificación: Octavos de final (Temporada 1983/84)

### Estadísticas en Copa de la Liga de Segunda División
- Participaciones: 3
- Mejor clasificación: Octavos de final (Edición 1984)

## Temporadas
| Temporada                                                                                                | Liga | Liga     | Liga | Liga | Liga | Liga | Liga | Liga | Liga | Copa del Generalísimo/ Copa del Rey | Entrenador       | Presidente       |
| Temporada                                                                                                | Div  | Posición | J    | G    | E    | P    | GF   | GC   | Ptos | Copa del Generalísimo/ Copa del Rey | Entrenador       | Presidente       |
| --- | ---- | -------- | ---- | ---- | ---- | ---- | ---- | ---- | ---- | ----------------------------------- | ---------------- | ---------------- |
| 1970/71                                                                                                  | 3.ª  | 4.º      | 38   | 20   | 9    | 9    | 67   | 37   | 49   | 1.ªRonda                            | Josep Seguer     | Pedro Viladomiu  |
| 1971/72                                                                                                  | 3.ª  | 19.º     | 38   | 9    | 10   | 19   | 45   | 51   | 28   | 2.ªRonda                            | Josep Seguer     | Pedro Viladomiu  |
| 1972/73                                                                                                  | Pref | 1.º      | 38   | 25   | 6    | 7    | 84   | 26   | 56   | -                                   | Luis Aloy        | Pedro Viladomiu  |
| 1973/74                                                                                                  | 3.ª  | 1.º      | 38   | 20   | 12   | 6    | 62   | 32   | 52   | 4.ªRonda                            | Luis Aloy        | Ferran Ariño     |
| 1974/75                                                                                                  | 2.ª  | 10.º     | 38   | 13   | 12   | 13   | 46   | 52   | 38   | 1/8                                 | Luis Aloy        | Ferran Ariño     |
| 1975/76                                                                                                  | 2.ª  | 6.º      | 38   | 13   | 15   | 10   | 46   | 47   | 41   | 1.ªRonda                            | Luis Aloy        | Jacint Borràs    |
| 1976/77                                                                                                  | 2.ª  | 20.º     | 38   | 10   | 10   | 18   | 39   | 52   | 30   | 2.ªRonda                            | Laureano Ruiz    | Jacint Borràs    |
| 1977/78                                                                                                  | 2.ªB | 5.º      | 38   | 18   | 5    | 15   | 59   | 43   | 41   | 1.ªRonda                            | Ruiz y Segarra   | Josep Bujons     |
| 1978/79                                                                                                  | 2.ªB | 4.º      | 38   | 19   | 11   | 8    | 68   | 42   | 49   | -                                   | Antoni Torres    | Pere García Vila |
| 1979/80                                                                                                  | 2.ªB | 14.º     | 38   | 11   | 14   | 13   | 36   | 35   | 36   | 2.ªRonda                            | Joan Segarra     | Pere García Vila |
| 1980/81                                                                                                  | 2.ªB | 3.º      | 38   | 19   | 7    | 12   | 47   | 39   | 45   | 1.ªRonda                            | Antoni Torres    | Pere García Vila |
| 1981/82                                                                                                  | 2.ªB | 1.º      | 38   | 22   | 11   | 5    | 75   | 33   | 55   | 3.ªRonda                            | Antoni Torres    |                  |
| 1982/83                                                                                                  | 2.ª  | 11.º     | 38   | 12   | 14   | 12   | 46   | 40   | 38   | 3.ªRonda                            | Antoni Torres    |                  |
| 1983/84                                                                                                  | 2.ª  | 7.º      | 38   | 14   | 12   | 12   | 55   | 48   | 40   | 1/8                                 | José Luis Romero | Nicolau Casaus   |
| 1984/85                                                                                                  | 2.ª  | 9.º      | 38   | 13   | 11   | 14   | 36   | 47   | 37   | 3.ªRonda                            | Joan M. Vilaseca | Nicolau Casaus   |
| 1985/86                                                                                                  | 2.ª  | 13.º     | 38   | 13   | 8    | 17   | 41   | 48   | 34   | 1.ªRonda                            | Joan M. Vilaseca | Nicolau Casaus   |
| 1986/87                                                                                                  | 2.ª  | 13.º     | 38   | 11   | 10   | 13   | 42   | 46   | 32   | 3.ªRonda                            | Joan M. Vilaseca |                  |
| 1987/88                                                                                                  | 2.ª  | 8.º      | 38   | 14   | 11   | 13   | 52   | 47   | 41   | 1/16                                | Lluís Pujol      |                  |
| 1988/89                                                                                                  | 2.ª  | 17.º     | 38   | 8    | 12   | 18   | 42   | 58   | 28   | 3.ªRonda                            | Lluís Pujol      |                  |
| 1989/90                                                                                                  | 2.ªB | 2.º      | 38   | 22   | 7    | 9    | 68   | 36   | 51   | 2.ªRonda                            | Quique Costas    |                  |
| Desde la temporada 1990/91 los equipos filiales quedan excluidos de la participación en la Copa del Rey. |      |          |      |      |      |      |      |      |      |                                     |                  |                  |

| Temporada | Liga    | Liga     | Liga | Liga | Liga | Liga | Liga | Liga | Liga | Entrenador                     | Presidente                   |
| Temporada | Div     | Posición | J    | G    | E    | P    | GF   | GC   | Ptos | Entrenador                     | Presidente                   |
| --------- | ------- | -------- | ---- | ---- | ---- | ---- | ---- | ---- | ---- | ------------------------------ | ---------------------------- |
| 1990/91   | 2.ªB    | 1.º      | 38   | 20   | 9    | 9    | 65   | 35   | 49   | Quique Costas                  | José Luis Núñez              |
| 1991/92   | 2.ª     | 6.º      | 38   | 17   | 7    | 14   | 59   | 53   | 41   | Quique Costas                  | José Luis Núñez              |
| 1992/93   | 2.ª     | 8.º      | 38   | 15   | 9    | 14   | 59   | 55   | 39   | Quique Costas                  | José Luis Núñez              |
| 1993/94   | 2.ª     | 8.º      | 38   | 11   | 17   | 10   | 59   | 51   | 39   | Quique Costas                  | José Luis Núñez              |
| 1994/95   | 2.ª     | 6.º      | 38   | 11   | 20   | 7    | 64   | 48   | 42   | Quique Costas                  | José Luis Núñez              |
| 1995/96   | 2.ª     | 14.º     | 38   | 13   | 5    | 20   | 55   | 63   | 44   | Quique Costas                  | José Luis Núñez              |
| 1996/97   | 2.ª     | 19.º     | 38   | 7    | 13   | 18   | 40   | 63   | 41   | Juande Ramos                   | José Luis Núñez              |
| 1997/98   | 2.ªB    | 1.º      | 38   | 22   | 7    | 9    | 70   | 39   | 73   | Josep Maria Gonzalvo           | José Luis Núñez              |
| 1998/99   | 2.ª     | 20.º     | 42   | 13   | 5    | 24   | 51   | 68   | 44   | Josep Maria Gonzalvo           | José Luis Núñez              |
| 1999/00   | 2.ªB    | 11.º     | 38   | 12   | 12   | 14   | 61   | 58   | 48   | Josep Maria Gonzalvo           | José Luis Núñez              |
| 2000/01   | 2.ªB    | 9.º      | 38   | 17   | 5    | 16   | 53   | 45   | 56   | Quique Costas                  | Joan Gaspart                 |
| 2001/02   | 2.ªB    | 1.º      | 38   | 21   | 8    | 9    | 73   | 41   | 71   | Quique Costas                  | Joan Gaspart                 |
| 2002/03   | 2.ªB    | 2.º      | 38   | 18   | 10   | 10   | 64   | 44   | 64   | Quique Costas                  | Joan Gaspart                 |
| 2003/04   | 2.ªB    | 8.º      | 38   | 16   | 10   | 12   | 38   | 27   | 58   | Pere Gratacós                  | Reyna y Trayter              |
| 2004/05   | 2.ªB    | 11.º     | 38   | 12   | 13   | 13   | 42   | 39   | 49   | Pere Gratacós                  | Joan Laporta                 |
| 2005/06   | 2.ªB    | 6.º      | 38   | 19   | 6    | 13   | 60   | 41   | 63   | Quique Costas                  | Joan Laporta                 |
| 2006/07   | 2.ªB    | 19.º     | 38   | 7    | 16   | 15   | 33   | 47   | 37   | Quique Costas                  | Joan Laporta                 |
| 2007/08   | 3.ª     | 1.º      | 38   | 25   | 8    | 5    | 70   | 41   | 83   | Josep Guardiola                | Joan Laporta                 |
| 2008/09   | 2.ªB    | 5.º      | 38   | 15   | 15   | 8    | 50   | 38   | 60   | Luis Enrique                   | Joan Laporta                 |
| 2009-10   | 2.ªB    | 2.º      | 38   | 22   | 10   | 6    | 65   | 35   | 76   | Luis Enrique                   | Joan Laporta                 |
| 2010-11   | 2.ª     | 3.º      | 42   | 20   | 11   | 11   | 85   | 62   | 71   | Luis Enrique                   | Sandro Rosell                |
| 2011-12   | 2.ª     | 8.º      | 42   | 16   | 11   | 15   | 63   | 53   | 59   | Eusebio Sacristán              | Sandro Rosell                |
| 2012-13   | 2.ª     | 9.º      | 42   | 15   | 12   | 15   | 76   | 71   | 57   | Eusebio Sacristán              | Sandro Rosell                |
| 2013-14   | 2.ª     | 3.º      | 42   | 20   | 6    | 16   | 60   | 47   | 66   | Eusebio Sacristán              | Rosell y Bartomeu            |
| 2014-15   | 2.ª     | 22.º     | 42   | 9    | 9    | 24   | 55   | 83   | 36   | Eusebio y Vinyals              | Josep Maria Bartomeu         |
| 2015-16   | 2.ªB    | 11.º     | 38   | 14   | 9    | 15   | 40   | 40   | 51   | Gerard López                   | Josep Maria Bartomeu         |
| 2016-17   | 2.ªB    | 1.º      | 38   | 25   | 7    | 6    | 83   | 29   | 82   | Gerard López                   | Josep Maria Bartomeu         |
| 2017-18   | 2.ª     | 20.º     | 42   | 10   | 14   | 18   | 46   | 54   | 44   | Gerard López y García Pimienta | Josep Maria Bartomeu         |
| 2018-19   | 2.ªB    | 8.º      | 38   | 14   | 11   | 13   | 47   | 39   | 53   | García Pimienta                | Josep Maria Bartomeu         |
| 2019-20   | 2.ªB    | 8.º      | 28   | 13   | 10   | 5    | 40   | 27   | 49   | García Pimienta                | Josep Maria Bartomeu         |
| 2020-21   | 2.ªB    | 2.º      | 26   | 15   | 4    | 7    | 42   | 27   | 49   | García Pimienta                | Bartomeu, Tusquets y Laporta |
| 2021-22   | 2.ªB    | 9.º      | 38   | 16   | 9    | 13   | 59   | 51   | 57   | Sergi Barjuan                  | Joan Laporta                 |
| 2022-23   | 1.ªRFEF | 4.º      | 38   | 16   | 13   | 9    | 45   | 38   | 61   | Rafa Márquez                   | Joan Laporta                 |
| 2023-24   | 1.ªRFEF | 3.º      | 38   | 21   | 7    | 10   | 59   | 41   | 70   | Rafa Márquez                   | Joan Laporta                 |
| 2024-25   | 1.ªRFEF | 16.º     | 38   | 10   | 15   | 13   | 53   | 57   | 45   | Albert Sánchez y Sergi Milà    | Joan Laporta                 |
| 2025-26   | 2.ªRFEF |          |      |      |      |      |      |      |      | Juliano Belletti               | Joan Laporta                 |

- Ascenso.  Descenso.
- La Segunda División B se introduce en 1977 como categoría intermedia entre la Segunda y la Tercera División.
- La Primera Federación se introduce en 2021 como sustitución a la extinta Segunda División B, junto a Segunda y Tercera Federación. Se extinguen Segunda División B y Tercera División.

## Organigrama deportivo

### Plantilla 2025-26
Jugadores con ficha del equipo filial para la temporada 2025-26.

## Palmarés
| Competición nacional       | Títulos (7)                         | Subcampeonatos (2) |
| -------------------------- | ----------------------------------- | ------------------ |
| Segunda División "B" (4)   | 1981-82, 1990-91, 1997-98, 2001-02. | 1989-90, 2002-03.  |
| Tercera División (2)       | 1973-1974, 2007-08.                 |                    |
| Preferente Territorial (1) | 1972-1973.                          |                    |

## Enlaces relacionados
- Fútbol Club Barcelona
- Fútbol Club Barcelona "C"
- Fútbol Club Barcelona Juvenil "A"